# Bonnerue (Houffalize)
Bonnerue  is een dorpje in de Belgische provincie Luxemburg. Het ligt in Mabompré, een deelgemeente van Houffalize. Bonnerue ligt zo'n 2,5 kilometer ten noorden van het centrum van Mabompré. Anderhalve kilometer ten westen van Bonnerue ligt Engreux.

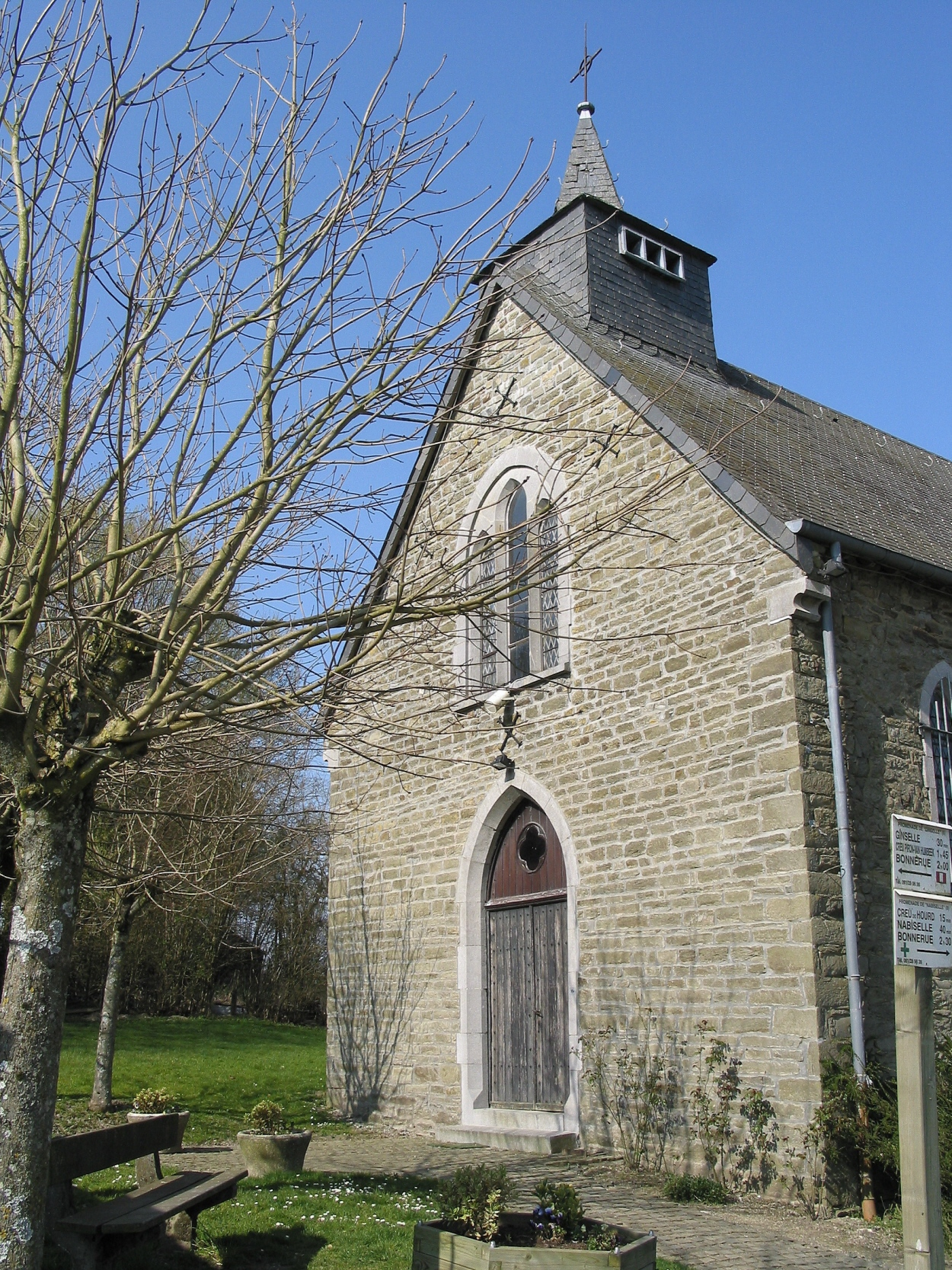
Chapelle Saint-Bernard

## Geschiedenis
In 1823 werd Bonnerue met de gemeente Vellereux bij de gemeente Mabompré gevoegd.

## Bezienswaardigheden
- de Chapelle Saint-Bernard